# Vojna vas
Vojna vas este o localitate din comuna Črnomelj, Slovenia, cu o populație de 106 locuitori.